# Pinetell (grup de bolets)

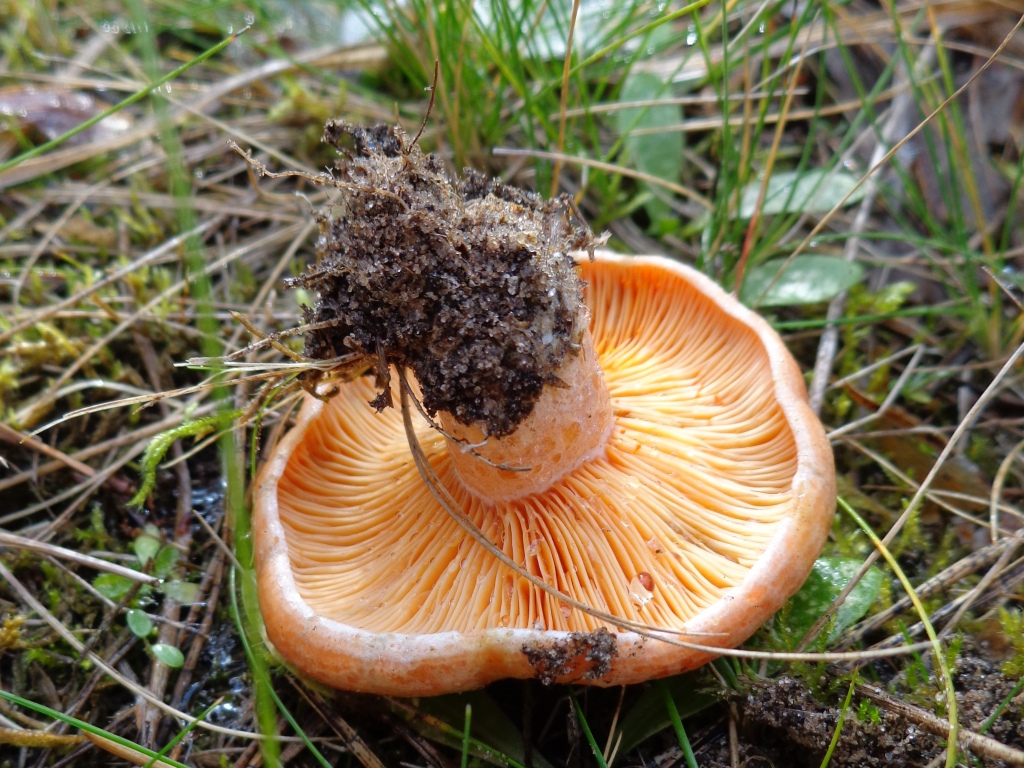
Pinetell (Lactarius deliciosus)

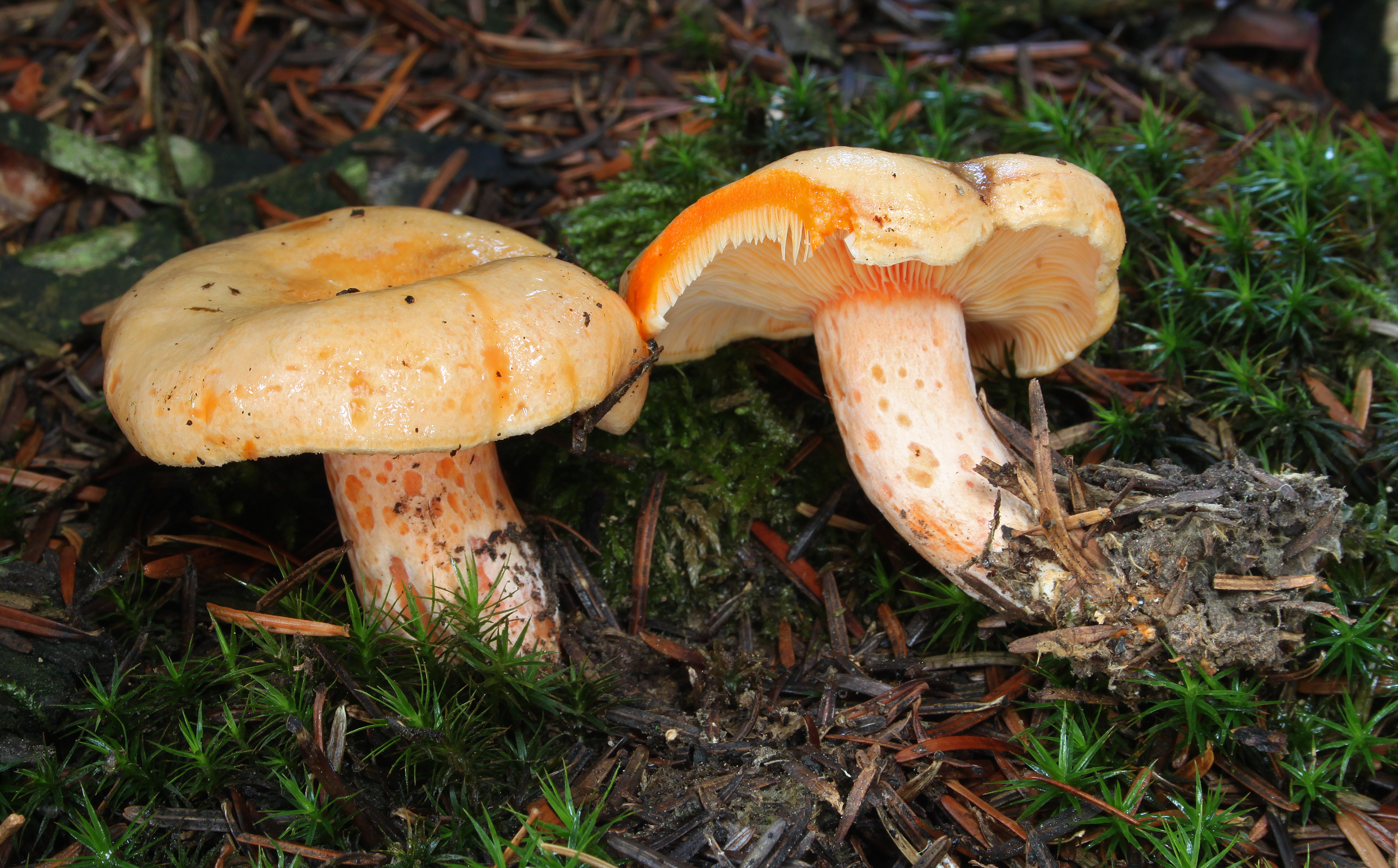
Pinetell d'avet (Lactarius salmonicolor)

Els pinetells són rovellons que en ferir-los deixen escolar làtex de color taronja i aquest color es manté durant 10-15 minuts. En els pinetells les làmines són taronges i són fongs micorrízics de pins, avet o pícea

## Espècies de pinetells
Les espècies de pinetells són:
- Lactarius deliciosus, pinetell o pinetell ver
- Lactarius deterrimus, pinetell de pícea
- Lactarius quieticolor, pinetell de pi negre
- Lactarius salmonicolor, pinetell d’avet
- Lactarius fennoscandicus, pinetell de Fennoscàndia